# Мане, Садио
Садио́ Мане́ (фр. Sadio Mané; род. 10 апреля 1992[…], Бамбали, Сенегал) — сенегальский футболист, нападающий клуба «Ан-Наср» и сборной Сенегала. Мане занял четвёртое место в номинации «Золотой мяч» 2019 года, второе место — в номинации 2022 года, а в номинации The Best FIFA Men’s Player он занял пятое место в 2019 году и четвёртое в 2020 году.
Мане начал свою профессиональную карьеру в клубе Лиги 2 «Мец» в возрасте 19 лет, но после единственного сезона покинул его и перешёл в австрийский клуб «Ред Булл Зальцбург» в 2012 году за 4 миллиона евро, выиграв с ним дубль в чемпионате и кубке в сезоне 2013/14. Летом того же года сенегалец перешёл в английский клуб «Саутгемптон» за рекордную для клуба сумму в 11,8 млн фунтов стерлингов. Там он установил новый рекорд Премьер-лиги по самому быстрому хет-трику, забитому за 176 секунд в победе над «Астон Виллой» (6:1) в 2015 году.
В 2016 году Мане подписал контракт с клубом Премьер-лиги «Ливерпуль» за 34 миллиона фунтов стерлингов. Он помог команде выйти в финал Лиги чемпионов УЕФА в 2018 и 2019 годах, выиграв последний из них. Он также стал лучшим бомбардиром лиги в сезоне 2018/19, получив «Золотую бутсу» Премьер-лиги. Затем он помог положить конец 30-летней засухе «Ливерпуля» в чемпионате, выиграв Премьер-лигу в сезоне 2019/20. В октябре 2021 года он забил свой 100-й гол в Премьер-лиге, став третьим африканцем, достигшим этого рубежа.
На международном уровне Мане забил 34 мяча в 93 матчах за сборную Сенегала с момента своего дебюта в 2012 году и является лучшим бомбардиром в истории сборной. Он представлял Сенегал на Олимпийских играх 2012 года, а также на Кубках африканских наций 2015, 2017 и 2021 годов. В 2019 году Мане помог Сенегалу занять второе место, а год спустя был назван лучшим футболистом года в Африке. Мане также представлял свою страну на чемпионате мира 2018 года, во второй раз в истории участвуя в турнире. В 2020 году журнал New African назвал Мане одним из 100 самых влиятельных африканцев.

## Ранние годы
Мане появился на свет в городе Седиу. Вырос в деревушке Бамбали. В доме жила вся огромная семья — 10 человек, в том числе дядя с детьми. С самого детства всё свободное время он отдавал футболу. Его папа, имам местной мечети, не хотел, чтобы сын становился футболистом. Родители будущей звезды считали, что Мане необходимо окончить школу. Однако Садио частенько прогуливал уроки ради футбола.
Когда ему исполнилось 15 лет, родные Мане всё же сдались, разрешив дяде мальчика увезти того в Дакар — на просмотр в местную футбольную академию «Женерасьон Фут». Это был счастливый билет для сенегальца. Семья Садио была бедной, поэтому, когда он приехал на просмотр в дакарскую академию, на нём были рваные бутсы и видавшие виды шорты с майкой. Однако это не помешало ему без проблем оказаться в команде. В 2009 году его заметили скауты французского «Метца», которые активно работали в Африке. В 17-летнем возрасте являлся основным бомбардиром молодёжки «Метца», а уже в следующем сезоне присоединился к первой команде.

## Клубная карьера
Официальный дебют сенегальца в большом футболе прошёл 14 января 2012 года в матче Лиги 2 против «Бастии» (0:1). В этой команде провёл 22 матча и забил 2 гола, поразив ворота «Генгама» (2:5) в матче 34-го тура и «Люзнака» в матче 3-го тура сезона 2012/13. Благодаря этому получил вызов в национальную сборную. В последний день трансферного межсезонья 2012 года Садио покинул французскую лигу, присоединившись к австрийскому «Ред Буллу». Клуб из Зальцбурга выложил за игрока сборной Сенегала 4 млн евро, подписав контракт на четыре года.

### «Ред Булл Зальцбург»

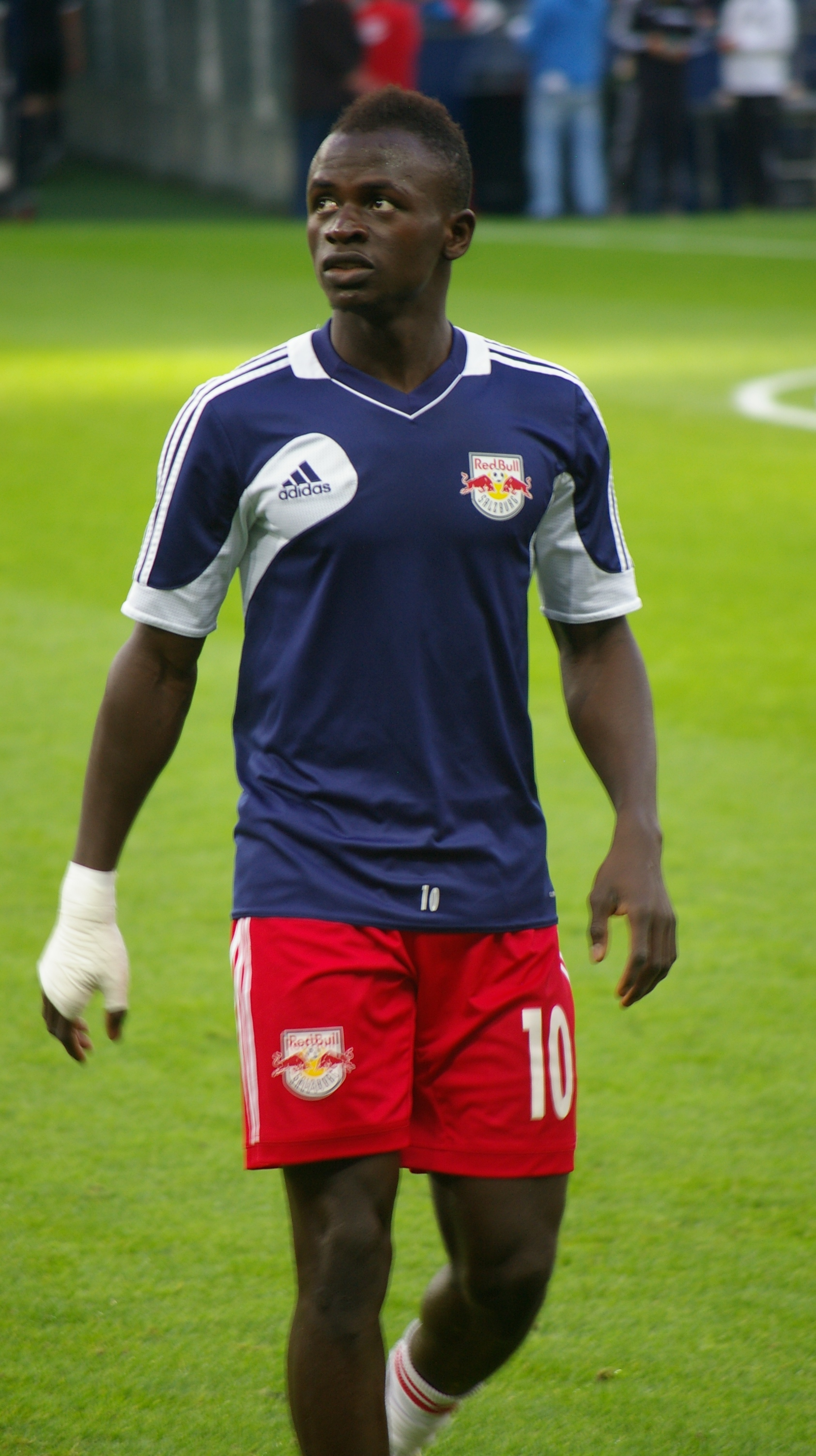
Мане в 2013 году

15 сентября 2012 года дебютировал в австрийском чемпионате в поединке против «Рида». 30 сентября в игре против «Штурма» впервые в своей карьере сделал дубль, благодаря которому его клуб одержал волевую победу со счетом 3:2. Ровно через месяц разразился хет-триком в поединке Кубка Австрии против «Кальсдорфа» (3:1). До конца сезона забил 16 голов в рамках чемпионата Австрии. «Ред Булл» выиграл серебряные медали, уступив в 5 очков «Аустрии». Команда также добралась до финала Кубка страны, где уступила «Пашингу» 1:2.
В следующем сезоне сенегалец вновь стал главной ударной силой «Зальцбурга» в атаке. Он забил уже в первом матче сезона, в котором «Ред Булл» буквально задавил команду «Унион Санкт-Флориан» (9:0). 22 августа 2013 года игрок отметился дебютным голом в еврокубках, поразив ворота литовского клуба «Жальгирис» (2:0) в рамках четвёртого квалификационного раунда Лиги Европы. В чемпионате «Зальцбург» демонстрировал невероятные результаты, а Мане забил 3 мяча в сентябре, 4 мяча в октябре, 2 мяча в ноябре. 18 января отметился голом и голевой передачей в товарищеском поединке против «Баварии» (3:0). Данная победа пусть и не официально, но положила конец продолжительной беспроигрышной серии мюнхенцев.
По итогам сезона 2013/14 «Зальцбург» стал чемпионом Австрии, а также взял кубок страны. В финальном матче против «Хорна» Мане оформил хет-трик и был признан лучшим игроком финала. В 36 матчах сезона «Зальцбург» забил невероятное количество голов — 112. Мане провёл 33 игры и стал автором 13 мячей. Летом 2014 года сенегальца пытались заполучить такие клубы как «Вест Хэм» и «Суонси». «Молотки» готовы были предложить игроку долгосрочный контракт с значительным повышением зарплаты, однако «Зальцбург» не устроила сумма, предложенная за форварда.
В итоге сезон 2014/15 Мане начал в австрийском клубе. Он вновь сумел забить в стартовом матче сезона, поразив ворота венского клуба «Рапид» (6:1). Под руководством Шмидта Садио начал играть на позиции центрального нападающего, однако надолго здесь закрепиться не сумел, так как уже в сентябре последовал его трансфер в «Саутгемптон».

### «Саутгемптон»
1 сентября 2014 года Мане перешёл в команду Премьер-лиги «Саутгемптон» за £11,8 млн, подписав четырёхлетний контракт. Он дебютировал 22 дня спустя в победе в Кубке лиги над «Арсеналом» (2:1), реализовав пенальти в первом голе «Саутгемптона». Он впервые выступил за клуб в чемпионате в другой победе над «Куинз Парк Рейнджерс» (2:1) 27 сентября, начав игру и ассистировав Райану Бертранду в первом голе в игре. Он забил свой первый гол за клуб в победе над «Сандерлендом» (8:0) 18 октября, хотя впоследствии этот гол был засчитан как автогол Патрика ван Анхолта. Тем не менее, он забил свой первый гол в следующей игре, победе над «Сток Сити» (1:0) неделю спустя.
В декабре и январе он забил в трёх матчах подряд, против «Кристал Пэлас», «Челси» и «Арсенала». Мане забил два поздних победных гола в победах со счётом 1:0 над «Куинз Парк Рейнджерс» 7 февраля 2015 года и дома над «Кристал Пэлас» 3 марта соответственно. Однако сенегалец был исключён из стартового состава «Саутгемптона» на домашнее поражение от «Ливерпуля» (0:2) 22 февраля в качестве наказания за опоздание на стадион.
16 мая во время последнего домашнего матча «Саутгемптона» в сезоне, Мане забил трижды за 2 минуты 56 секунд в победе над «Астон Виллой» (6:1), установив новый рекорд Премьер-лиги по самому быстрому хет-трику. Рекорд принадлежал с 1994 года Робби Фаулеру, который забил три мяча в матче против «Арсенала» за 4 минуты и 33 секунды. Африканец закончил сезон с 10 голами, забитыми в 32 матчах во всех турнирах.

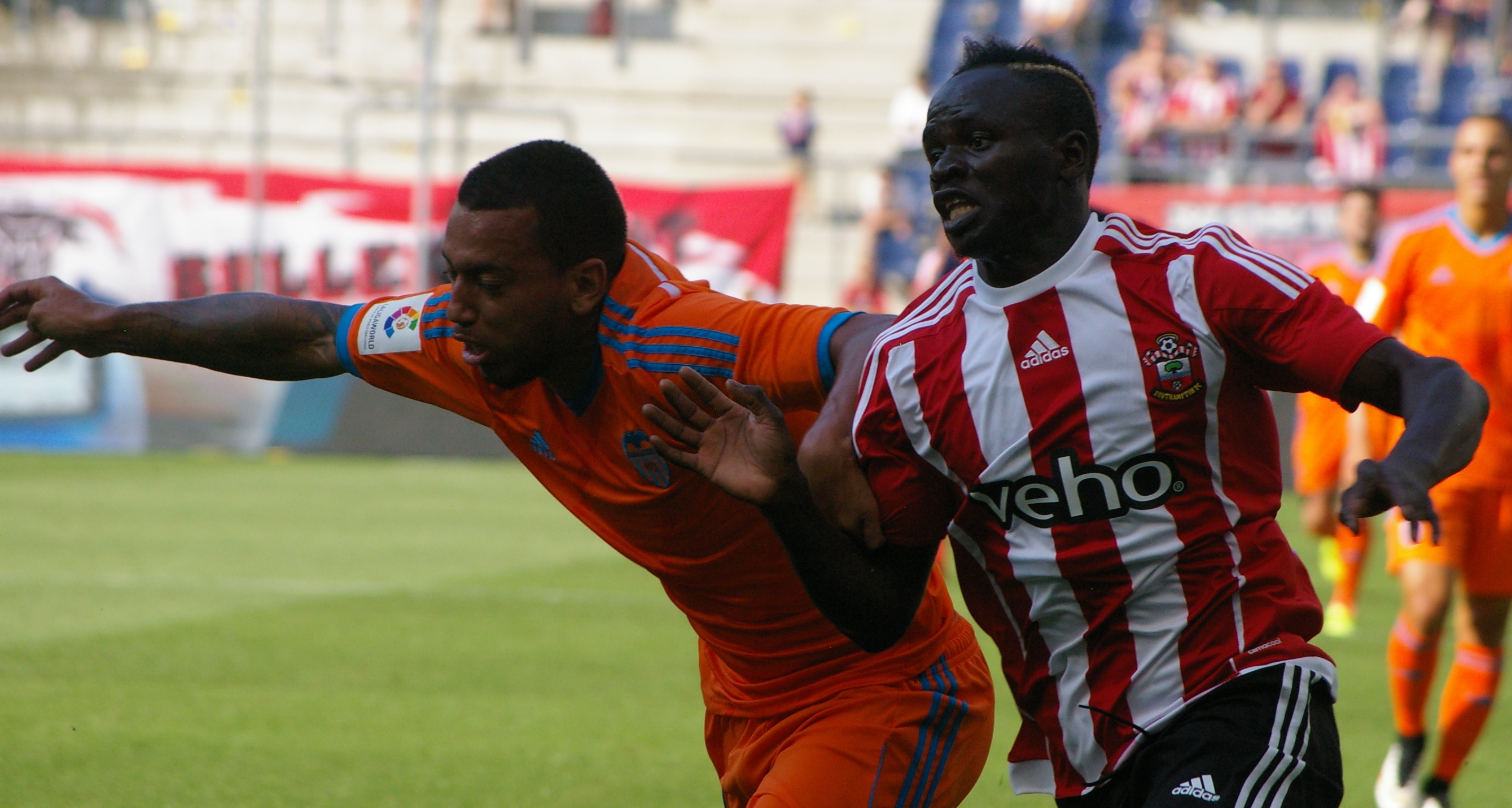
Мане (справа) играет за «Саутгемптон» в 2015 году

Мане начал сезон 2015/16, отдав две голевые передачи в первом матче третьего квалификационного раунда Лиги Европы с «Витесс» дома и забив гол в ответном матче, в результате чего «Саутгемптон» прошёл в следующий раунд со счётом 5:0. 2 декабря ему потребовалось 39 секунд, чтобы открыть счёт в матче с «Ливерпулем» в четвертьфинале Кубка лиги, но «святые» в итоге проиграли дома со счётом 1:6.
2 января 2016 года главный тренер Рональд Куман снова вывел его из стартового состава на матч с «Норвич Сити», когда он опоздал на предматчевую встречу. 12 марта в конце матча со «Сток Сити» (2:1) он получил прямую красную карточку за столкновение с Эриком Питерсом, хотя это решение было быстро отменено по апелляции.
Не забивая в чемпионате более четырёх месяцев, Мане забил дважды в победе над «Ливерпулем» (3:2) 20 марта 2016 года, а затем пять голов в следующих пяти матчах, включая хет-трик в победе над «Манчестер Сити» (4:2) 1 мая. Он закончил сезон лучшим бомбардиром «Саутгемптона», забив 15 голов во всех турнирах.

### «Ливерпуль»
28 июня 2016 года Мане перешёл в «Ливерпуль» за 34 миллиона фунтов стерлингов по пятилетнему контракту. Сумма трансфера сделала его самым дорогим африканским игроком в истории на тот момент. 14 августа он дебютировал в Премьер-лиге за «красных», забив четвёртый гол в гостевой победе над «Арсеналом» со счётом 4:3. Пропустив поражение от «Бернли» из-за небольшой травмы плеча, Мане вернулся в стартовый состав против «Бертон Альбион» в Кубке лиги, где он сделал две передачи в победе со счётом 5:0.

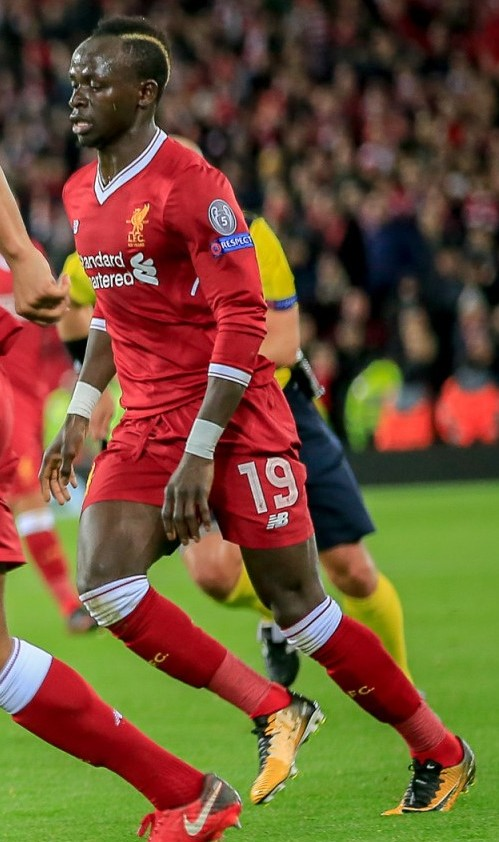
Мане играет за «Ливерпуль» в 2017 году

19 декабря Мане забил единственный гол в 227-м мерсисайдском дерби в добавленное время против «Эвертона» на «Гудисон Парк». 11 февраля 2017 года сенегалец забил два гола в течение двух минут против «Тоттенхэм Хотспур» на «Энфилде», обеспечив «Ливерпулю» первую победу в лиге в 2017 году. 20 апреля 2017 года Мане был включён в команду года по версии ПФА, забив 13 голов в своём первом сезоне в составе «Ливерпуля». Несмотря на пропуск последней части кампании из-за травмы, 9 мая 2017 года африканец был удостоен награды "Лучший игрок сезона в составе «Ливерпуля».
В первом матче нового сезона, 12 августа 2017 года, в гостях у «Уотфорда», Мане забил первый гол «Ливерпуля» (3:3) в сезоне. Он был назван игроком месяца Премьер-лиги, забив по голу в каждом из трёх матчей «красных» в августе. 9 сентября 2017 года он получил прямую красную карточку в первом тайме матча с «Манчестер Сити» (5:0) за ударил ногой по лицу вратаря Эдерсона, что привело к трёхматчевой дисквалификации. Мане, Мохаммед Салах, Роберто Фирмино и Филипе Коутиньо составили результативный атакующий квартет, прозванный «Фаб-4» и «Фаб-3» после ухода последнего в середине сезона. 14 февраля 2018 года сенегалец забил свой первый хет-трик за «Ливерпуль» в гостевой победе над «Порту» (5:0) в первом матче 1/8 финала Лиги чемпионов УЕФА 2017/18. Тем самым он стал лишь вторым игроком, забившим хет-трик за клуб на выезде в Европе. Позже, забив гол в победе над «Борнмутом» (3:0) 14 апреля, он превзошёл рекорд Демба Ба (43) и стал самым забивным сенегальцем в истории Премьер-лиги. 26 мая во время финала Лиги чемпионов 2018 года против мадридского «Реала» Мане забил гол, сравнявший счёт в матче с «Ливерпулем» в результате поражения 1:3. Тем самым он стал первым сенегальским игроком, забившим в финале этого турнира. Его гол стал также 10-м в кампании, в результате которой «Ливерпуль» стал первой командой в истории, в которой три игрока забили более 10 голов в одном сезоне Лиги чемпионов, причём Мане достиг этого рубежа вместе с нападающими Салахом и Фирмино.
22 ноября 2018 года Мане подписал новое долгосрочное соглашение с «Ливерпулем». 10 марта 2019 года Мане забил дважды в победе над «Бернли» (4:2), причём второй гол стал его 50-м голом за «Ливерпуль». Благодаря этому голу он стал пятым игроком «красных», забившим в шести подряд домашних матчах Премьер-лиги после Майкла Оуэна, Фернандо Торреса, Луиса Суареса и Салаха. Три дня спустя он забил ещё дважды в победе над «Баварией» со счётом 3:1, что помогло «Ливерпулю» выйти в четвертьфинал Лиги чемпионов. При этом он стал рекордным бомбардиром клуба в гостях, забив семь мячей. Во время следующего матча «Ливерпуля» он побил ещё один рекорд Ба, став сенегальским игроком с наибольшим количеством голов, забитых в одном сезоне Премьер-лиги, забив свой 17-й гол в кампании в победе над «Фулхэмом» со счётом 2:1. 20 апреля он был одним из шести игроков, номинированных на премию ПФА «Игрок года» вместе с партнером по команде Вирджилом ван Дейком. Он также был включён в команду года ПФА вместе с партнерами по команде «Ливерпуль» Трентом Александер-Арнольдом, Эндрю Робертсоном и ван Дейком. В заключительный день внутренней кампании Мане забил дважды в победе над «Вулверхэмптон Уондерерс» со счётом 2:0. Его дубль принёс ему 22 гола за кампанию, благодаря чему он разделил награду «Золотая бутса Премьер-лиги» с Салахом и Пьером-Эмериком Обамеянгом из «Арсенала». 1 июня Мане помог реализовать ранний пенальти в ворота «Ливерпуля» в финале Лиги чемпионов 2019 года против «Тоттенхэма» всего через 24 секунды после начала игры, после того как было установлено, что его навес попал в руку Муссе Сиссоко в пределах штрафной площади; впоследствии Салах реализовал пенальти, открыв счёт, а «Ливерпуль» в итоге выиграл матч со счётом 2:0 и завоевал титул.

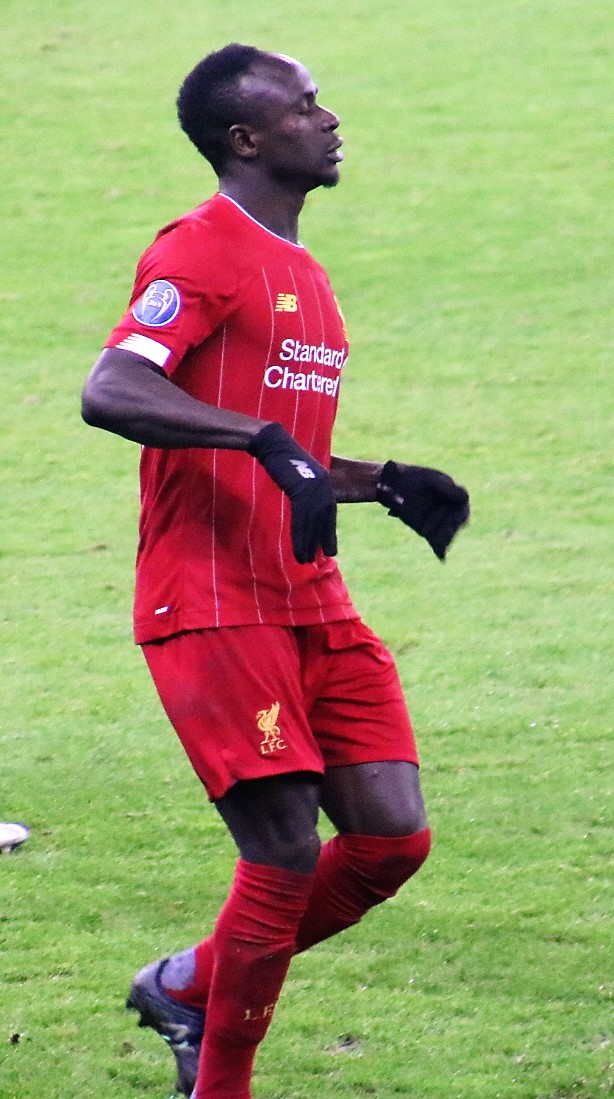
Мане играет за «Ливерпуль» в Лиге чемпионов, декабрь 2019 года

14 августа 2019 года Мане дважды забил в финале Суперкубка УЕФА против «Челси» в матче, который «Ливерпуль» выиграл 5:4 по пенальти после 2:2 после 120 минут игры. Сенегалец был назван лучшим игроком матча. Ровно через месяц он забил дважды в победе над «Ньюкасл Юнайтед» (3:1) и продлил свой рекорд по количеству матчей без поражений за «Ливерпуль» на «Энфилде» до 50 матчей, что является рекордом лиги для любого игрока на данном стадионе. 5 октября, в свой 100-й выход в Премьер-лиге за «красных», Мане забил свой 50-й гол за клуб в победе над «Лестер Сити» (2:1). 21 октября Мане был включён в список 30 претендентов на «Золотой мяч» 2019 года. 2 декабря он занял четвёртое место в списке претендентов на награду, уступив Лионелю Месси, партнеру по команде «Ливерпуль» Вирджилу ван Дейку и Криштиану Роналду. Два дня спустя он забил один гол и ассистировал ещё два, когда «Ливерпуль» победил «Эвертон» со счётом 5:2 в мерсисайдском дерби, продлив свою беспроигрышную серию в футбольной лиге до 32 матчей, что стало новым клубным рекордом. Позже в том же месяце «Ливерпуль» выиграл Клубный чемпионат мира 2019 года, причём Мане организовал победный гол, забитый Фирмино в финале против «Фламенго». 7 января 2020 года Мане был назван африканским футболистом года по версии КАФ. Он стал вторым сенегальцем после Эль-Хаджи Диуфа, получившим эту награду. 24 февраля Мане забил победный мяч в домашней победе над «Вест Хэм Юнайтед» (3:2) в Премьер-лиге, когда «Ливерпуль» одержал 21 домашнюю победу подряд, что является рекордом лиги, разделённым с командой Билла Шенкли «Ливерпуль» 1972 года, а также установил совместный рекорд Премьер-лиги — 18 побед подряд. 7 марта Мане забил победный гол в матче с «Борнмутом» (2:1) на «Энфилде», когда «Ливерпуль» установил новый рекорд высшей лиги Англии — 22 домашние победы подряд. В конце сезона «Ливерпуль» выиграл титул чемпиона Премьер-лиги.
20 сентября 2020 года Мане открыл свой бомбардирский счёт в Премьер-лиге сезона 2020/21, забив оба гола «Ливерпуля» в победе над «Челси» (2:0). 2 октября 2020 года игрок сдал тест на COVID-19. Учитывая его и «Ливерпуля» застойную форму, Мане заявил, что сезон 2020/21 годов был худшим в его карьере. 23 мая 2021 года, в последний день сезона лиги, Мане забил дубль в победе над «Кристал Пэлас» (2:0), обеспечив «красным» третье место и квалификацию в следующий сезон Лиги чемпионов.
18 сентября 2021 года Мане забил свой 100-й гол за «Ливерпуль» в домашней победе над «Кристал Пэлас» (3:0) в Премьер-лиге. Гол в ворота «Кристал Пэлас» также позволил сенегальцу установить новый рекорд Премьер-лиги, став первым игроком, забившим в девяти подряд матчах лиги против одного и того же соперника. 16 октября Мане забил свой 100-й гол в Премьер-лиге — став третьим африканцем, достигшим этой отметки после Дидье Дрогба и Салаха, забив первый гол «Ливерпуля» в победе над «Уотфордом» (5:0).

### «Бавария»
22 июня 2022 года официально перешёл в «Баварию». Сумма трансфера составила 32 миллиона евро, также есть возможность получить 6 миллионов евро бонусами за проведённые матчи и 3 миллиона евро за выполнение клубом и игроком определённых достижений. Мане дебютировал в мюнхенской «Баварии» 21 июля в товарищеском матче с «Ди Си Юнайтед» (6:2), где он вышел в стартовый состав. Он отличился дебютным мячом с пенальти на 5-й минуте и голевой передаче Сержу Гнабри на 44-й минуте, благодаря которым этим действиям отыграл весь матч. Официально Мане дебютировал за «Баварию» в матче в рамках Суперкубка Германии 2022 года с «РБ Лейпциг» (5:3). В этом матче Садио отличился забитым мячом на 31-й минуте и полной отыгровкой в игре. В итоге Мане завоевал первый титул в составе немецкого клуба. 5 августа Садио в гостевом матче в рамках 1-го тура Бундеслиги с «Айнтрахтом» забивает второй мяч подряд в официальных матчах (6:1), что стал первым игроком мюнхенской «Баварии» за последние 10 лет, который отличился в двух первых официальных матчах за клуб. 27 августа в гостевом матче в рамках 3-го тура Бундеслиги с «Бохумом» Садио оформляет дубль из забитых мячей (7:0), что повторил достижение Марио Манджукича сезона 2012/13.   
8 ноября Мане в матче с «Вердером» на 15-й минуте получил травму и через 5 минут после принятия решений врачей был вынужден покинуть поле (6:1). Эта травма не позволила ему принять участие в Чемпионате мира 2022 года в Катаре и ему пришлось перенести операцию на правой малоберцовой кости. Он отсутствовал три месяца и вернулся 26 февраля 2023 года в качестве замены, выйдя на 65-й минуте вместо Кингсли Комана в матче с «Унион» (3:0), но он голевыми действиями не отличился.    
13 апреля Мане был дисквалифицирован на матч 28-го тура Бундеслиги с «Хоффенхаймом» и оштрафован на 500 тысяч евро «Баварией» после сообщений о том, что Садио ударил товарища по команде Лероя Зане во время конфликта в раздевалке после проигрыша в четвертьфинальном матче Лиги Чемпионов от «Манчестер Сити» со счетом 3:0. 28 мая Мане выиграл титул Бундеслиги после того, как лидер чемпионата «Боруссия Дортмунд» потеряла два очка в матче 34-го тура с «Майнцем 05», сыграв с ними вничью (2:2).     
1 августа 2023 года Садио Мане покидает мюнхенскую «Баварию». За всё время в немецком клубе Мане провёл 40 матчей, в которых он забил 13 мячей и отдал 7 голевых передач.

### «Ан-Наср»
В этот же день после объявления об уходе из мюнхенской «Баварии», футбольный клуб «Ан-Наср» объявил о переходе Садио Мане. Трансфер Мане «Ан-Насру» обошëлся в 30 миллионов евро. Зарплата игрока по контракту составляла в 40 миллионов евро в год. Позже после перехода Садио рассказал, что его бывшие одноклубники по «Ливерпулю» Фабиньо и Роберто Фирмино ранее связывались с ним, чтобы порекомендовать ему перейти в один из их клубы, а именно в «Аль-Иттихад», или же в «Аль-Ахли». Мане также заявил, что его бывший капитан по клубу Джордан Хендерсон отправил ему сообщение с пожеланием удачи перед его отъездом в Саудовскую Аравию. Два дня спустя, а именно 2 августа, он дебютировал за саудовский клуб, заменив Абдулазиза Аль-Аливу в перерыве матча против «Замалека» со счетом 1:1 в Кубке арабских чемпионов 2023. Свой первый гол за клуб он забил 14 августа в матче чемпионата с «Аль-Эттифаком».

## Карьера в сборной
В сборной Сане с 19-летнего возраста. Летом 2012 года попал в заявку Олимпийской сборной сенегальц игры в Лондоне, а именн  3 августа оЗдесь принял участие во всех четырёх матчах африканской дружины, которая в четвертьфинале уступила будущему победителю турнир рной Мексики. В основном сборной забил четыре мяча — все в рамках квалификации к ЧМ-2014. На Кубок Африки 2015 отправился с травмой лодыжки, поэтому провёл здесь всего два неполных матча, забитыми голами не отметился. Зимой 2017 года вместе со сборной Сенегала принял участие в Кубке африканских наций.
Летом 2019 года на Кубке африканских наций в Египте, Садио был вызван в состав своей национальной сборной. В третьем матче против Кении отличился двумя забитыми голами, а команда победила 3:0. В матче 1/8 финала против Уганды забил единственный победный гол, который помог его сборной выйти в четвертьфинал.
Из-за травмы малоберцовой кости Мане был вынужден пропустить чемпионат мира 2022 года в Катаре.

## Стиль игры
Партнёр по команде «Ливерпуля» Фабиньо назвал Мане полноценным игроком, который играет с «высоким уровнем интенсивности и концентрации». Бывший защитник «Ливерпуля» Джейми Каррагер назвал сенегальца «вингером мирового класса», сравнив его с такими игроками, как бывший игрок «Ливерпуля» Джон Барнс. С Криштиану Роналду его сравнил бывший защитник «Аякса» Данни Блинд, который похвалил его за умение забивать с любой ноги и головой, а также за «потрясающие» спринты. Будучи универсальным нападающим, Мане является результативным бомбардиром, основными чертами которого являются завершающая игра, скорость, техника и хитрость во владении мячом, а также принятие решений, тактическое понимание, креативность, ловкость, баланс, контроль, касание мяча и навыки дриблинга. В СМИ его хвалили за умную игру, пас и способность выходить на хорошие позиции, с которых он может забивать голы или создавать шансы для партнеров по команде. Известный своим тихим и робким характером, его способность справляться с давлением также была отмечена как одно из его главных достоинств. Помимо его атакующих, технических и творческих качеств, эксперты также отмечают его высокую скорость работы в обороне, а также его умение владеть мячом в воздухе, несмотря на его скромный рост 175 см. Мане обычно играет в качестве вингера на левом фланге, что позволяет ему прорываться в центр и бить по воротам с более сильной правой ноги.

## Личная жизнь
Мане дважды подвергался ограблению во время проживания в Аллертоне: в ноябре 2017 года и в феврале 2019 года. Он практикующий мусульманин, и иногда его видят совершающим дуа перед началом каждого матча.
В 2019 году Мане пожертвовал £250 000 ($319 103, €284 813) на строительство школы в своей родной деревне Бамбали. В 2021 году он пожертвовал £500 000 ($638 206, €561 987) на строительство больницы в Бамбали.

## Достижения

### Командные
«Ред Булл» (Зальцбург)
- Чемпион Австрии (2): 2013/14, 2014/15
- Обладатель Кубка Австрии (2): 2013/14, 2014/15

«Ливерпуль»
- Чемпион Англии: 2019/20
- Обладатель Кубка Англии: 2021/22
- Победитель Лиги чемпионов УЕФА: 2018/19
- Обладатель Суперкубка УЕФА: 2019
- Обладатель Кубка Футбольной лиги: 2021/22
- Победитель Клубного чемпионата мира: 2019

«Бавария»
- Чемпион Германии: 2022/23
- Обладатель Суперкубка Германии: 2022

«Ан-Наср»
- Обладатель Клубного кубка арабских чемпионов: 2023

Сборная Сенегала
- Обладатель Кубка африканских наций: 2021

### Личные
- Вошёл в символическую сборную Африки по версии КАФ (5): 2016, 2017, 2018, 2019[113], 2023
- Футболист года в Европе по версии Onze Mondial: 2019
- Член «команды года» в Премьер-лиге по версии ПФА (2): 2016/17, 2018/19
- Лучший бомбардир английской Премьер-лиги: 2018/19 (22 гола)
- Игрок года в «Ливерпуле»: 2016/17
- Игрок месяца английской Премьер-лиги (3): август 2017, март 2019, ноябрь 2019
- Вошёл в символическую сборную Лиги чемпионов УЕФА: 2018/19[114]
- Африканский футболист года (2): 2019[115], 2022[116]
- Вошёл в «команду года» УЕФА: 2019[117]
- Игрок года по версии болельщиков ПФА: 2020
- Обладатель Трофея Сократеса: 2022

### Награды
- Гранд-офицер Национального ордена Льва (Сенегал) (2022)

## Статистика
| Выступление          | Выступление      | Выступление      | Лига | Лига | Кубки | Кубки | Международные | Международные | Прочие | Прочие | Итого | Итого |
| Клуб                 | Лига             | Сезон            | Игры | Голы | Игры  | Голы  | Игры          | Голы          | Игры   | Голы   | Игры  | Голы  |
| -------------------- | ---------------- | ---------------- | ---- | ---- | ----- | ----- | ------------- | ------------- | ------ | ------ | ----- | ----- |
| Мец                  | Лига 2           | 2011/12          | 19   | 1    | 0     | 0     | 0             | 0             | 0      | 0      | 19    | 1     |
| Мец                  | Лига 3           | 2012/13          | 3    | 1    | 1     | 0     | 0             | 0             | 0      | 0      | 4     | 1     |
| Мец                  | Итого            | Итого            | 22   | 2    | 1     | 0     | 0             | 0             | 0      | 0      | 23    | 2     |
| Ред Булл (Зальцбург) | Бундеслига       | 2012/13          | 26   | 16   | 3     | 3     | 0             | 0             | 0      | 0      | 29    | 19    |
| Ред Булл (Зальцбург) | Бундеслига       | 2013/14          | 33   | 13   | 4     | 5     | 13            | 5             | 0      | 0      | 50    | 23    |
| Ред Булл (Зальцбург) | Бундеслига       | 2014/15          | 4    | 2    | 0     | 0     | 3             | 0             | 0      | 0      | 7     | 2     |
| Ред Булл (Зальцбург) | Итого            | Итого            | 63   | 31   | 7     | 8     | 16            | 5             | 0      | 0      | 86    | 44    |
| Саутгемптон          | Премьер-лига     | 2014/15          | 30   | 11   | 2     | 0     | 0             | 0             | 0      | 0      | 32    | 11    |
| Саутгемптон          | Премьер-лига     | 2015/16          | 37   | 11   | 3     | 3     | 3             | 1             | 0      | 0      | 43    | 15    |
| Саутгемптон          | Итого            | Итого            | 67   | 22   | 5     | 3     | 3             | 1             | 0      | 0      | 75    | 26    |
| Ливерпуль            | Премьер-лига     | 2016/17          | 27   | 13   | 2     | 0     | 0             | 0             | 0      | 0      | 29    | 13    |
| Ливерпуль            | Премьер-лига     | 2017/18          | 29   | 10   | 2     | 0     | 13            | 10            | 0      | 0      | 44    | 20    |
| Ливерпуль            | Премьер-лига     | 2018/19          | 36   | 22   | 1     | 0     | 13            | 4             | 0      | 0      | 50    | 26    |
| Ливерпуль            | Премьер-лига     | 2019/20          | 35   | 18   | 1     | 0     | 9             | 4             | 2      | 0      | 47    | 22    |
| Ливерпуль            | Премьер-лига     | 2020/21          | 35   | 11   | 3     | 2     | 10            | 3             | 0      | 0      | 48    | 16    |
| Ливерпуль            | Премьер-лига     | 2021/22          | 34   | 16   | 4     | 2     | 13            | 5             | 0      | 0      | 51    | 23    |
| Ливерпуль            | Итого            | Итого            | 196  | 90   | 13    | 4     | 58            | 26            | 2      | 0      | 269   | 120   |
| Бавария              | Бундеслига       | 2022/23          | 25   | 7    | 4     | 2     | 9             | 3             | 0      | 0      | 38    | 12    |
| Бавария              | Итого            | Итого            | 25   | 7    | 4     | 2     | 9             | 3             | 0      | 0      | 38    | 12    |
| Ан-Наср              | Про-лига         | 2023/24          | 18   | 8    | 3     | 3     | 5             | 1             | 0      | 0      | 26    | 12    |
| Ан-Наср              | Итого            | Итого            | 18   | 8    | 3     | 3     | 5             | 1             | 0      | 0      | 26    | 12    |
| Всего за карьеру     | Всего за карьеру | Всего за карьеру | 391  | 160  | 33    | 20    | 91            | 36            | 2      | 0      | 517   | 216   |